# Real Club Celta de Vigo Fortuna
El Real Club Celta de Vigo Fortuna, conocido simplemente como Celta Fortuna, es un equipo de fútbol gallego, filial del Real Club Celta de Vigo. Fue fundado en 1927 como club independiente con el nombre Turista Sport Club. En 1989 se convirtió en filial del Celta, tomando la denominación Celta Turista. En 1995 desapareció como club y se convirtió en equipo dependiente del Celta, quedando plenamente integrado en su estructura. Desde la temporada 2023/24 cambió el nombre de «Celta B» a «Celta Fortuna».Actualmente disputa la Primera Federación, tercera categoría del fútbol español.

## Historia

### Club Turista
El Turista Sport Club se fundó en 1927 en el municipio de Lavadores, hoy integrado en el de Vigo. Posteriormente cambiaría su denominación a Club Deportivo Turista en 1941, Turista Sociedad Cultural en 1946 y Club Turista en 1957.
Mantenía una gran rivalidad con el Gran Peña FC y hubo dos intentos de fusión con este último, una en 1967 impulsada por el Gran Peña y otra en 1987 propuesta por el Turista, pero ninguna de ellas llegó a suceder por la negativa del otro club.
Los trofeos del Club Turista fueron encontrados en los desvanes de la Asociación de Vecinos de Lavadores en 2009.

### Filial del Celta
En 1989, ahogado por las deudas, el Club Turista acepta convertirse en filial del Celta de Vigo, pasando a llamarse Club Celta Turista. Antes del Turista, los clubs filiales que tuvo el Celta fueron el Berbés y el Gran Peña (conocido durante aquella etapa como Gran Peña Celtista).
A principios de la década de 1990, la mayoría de los clubes filiales fueron absorbidos por sus clubs principales, transformándose en equipos dependientes. Es el caso del Celta Turista, que pasa a ser un equipo dependiente del Celta de Vigo en 1995, adoptando el nombre de Real Club Celta de Vigo B. En marzo de 2023 y coincidiendo con el centenario del primer equipo, la directiva solicita a la Real Federación Española de Fútbol el cambio de nombre del primer filial por Real Club Celta Fortuna en homenaje a uno de los clubes fundadores del actual Celta, esta denominación comenzó a utilizarse de forma oficial a partir de la temporada siguiente.
Fue una cantera prolífica, que dio lugar a jugadores como Borja Oubiña, Michel Salgado o Jorge Otero. Jugó en varias ocasiones la promoción de ascenso a Segunda División, sin éxito.
En 2002 ganó la Copa Federación, al imponerse en la final al CF Gavà.

## Estadio
El Celta Fortuna disputa sus partidos como local en el campo municipal de Barreiro, con capacidad para 1.171 espectadores.

## Entrenadores
- Ramón Carnero, 1992–1993
- Jacinto Barreiro, 1993-1994
- Javier Maté, 1996–1997
- Milo Abelleira, 1999–2003
- Rafa Sáez, 2003-2004
- Javier Maté, 2003-2004
- Rafa Sáez, 2004-2007
- Alejandro Menéndez, 2007-2009
- Chuti Molina, 2007–2008
- Milo Abelleira, 2009-2011
- Fonsi Valverde, 2011–2012
- Pichi Lucas, 2011-2013
- David de Dios, 2013-2014
- Fredi Álvarez, 2014–2015
- Javier López, 2014–2015
- Toni Otero, 2014–2015
- Javier Torres Gómez, 2015-2016
- Alejandro Menéndez, 2015-2017
- Rubén Albés, 2017-2019
- Jacobo Montes Couñago, 2019-2020
- Onésimo Sánchez, 2020-2022
- Claudio Giráldez, 2022-2024
- Fredi Álvarez, 2024-act.

## Palmarés
| Competición Nacional                          | Títulos                            | Subcampeonatos                                       |
| --------------------------------------------- | ---------------------------------- | ---------------------------------------------------- |
| Tercera División de España (3/6)              | 1957/58, 1999/00, 2000/01.         | 1955/56, 1956/57, 1958/59, 1991/92, 1998/99, 2012/13 |
| Copa Federación (1/0)                         | 2001/02                            |                                                      |
| Fase Autonómica Gallega de la Copa RFEF (4/0) | 2001/02, 2003/04, 2004/05, 2006/07 |                                                      |

### Premios individuales
Pichichi
| Futbolista     | Categoría      | Temporada | Goles |
| -------------- | -------------- | --------- | ----- |
| Goran Maric    | 2.ª División B | 2007/08   | 21    |
| Borja Iglesias | 2.ª División B | 2016/17   | 34    |

### Trofeos amistosos
| Competiciones amistosas                 | Títulos                   | Subcampeonatos |
| --------------------------------------- | ------------------------- | -------------- |
| Trofeo Ciudad de Zamora                 | 2015                      |                |
| Trofeo San Roque (Villagarcía de Arosa) | 1997, 2016                |                |
| Trofeo Ayuntamiento de Monforte         | 1993 (como Celta Turista) |                |
| Trofeo Teide                            |                           | 2018           |
| Trofeo Nicolás Brondo                   |                           | 2010           |
| Trofeo Emma Cuervo                      |                           | 2006           |
| VI Memorial Antonio Bermúdez            | 2022                      |                |